# Operación 90

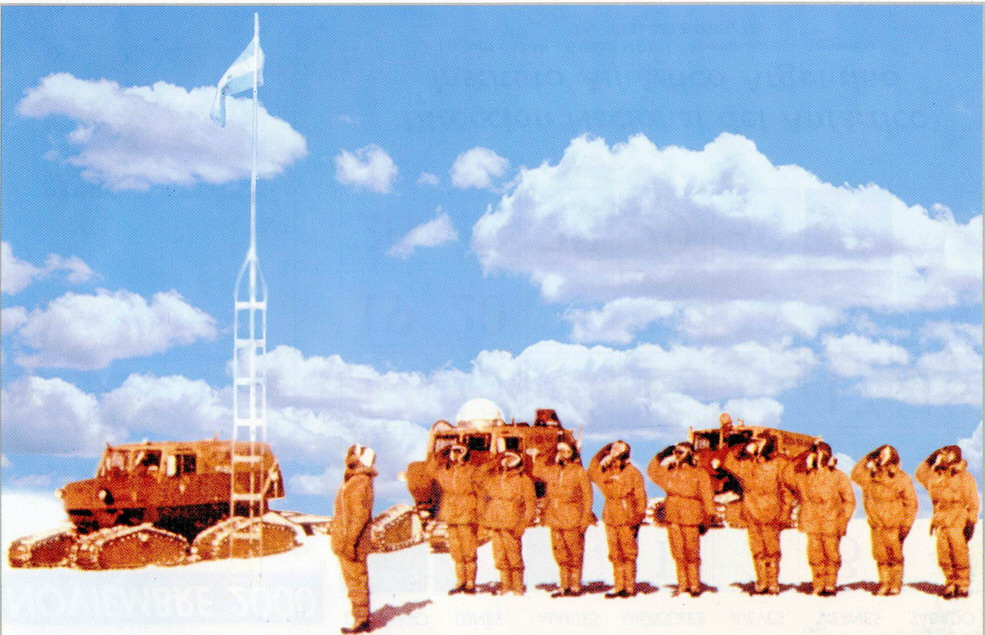
Az expedíció résztvevői tisztelegnek az argentin zászló előtt

Az Operación 90 (kiejtése: operaszion noventa) egy 1965-ben végrehajtott argentin katonai és tudományos expedíció volt a Déli-sarkra. Nevében a 90-es szám is a Déli-sarkra, mint a 90 fokos földrajzi szélességű pontra utal. A tíz ember és 18 kutya részvételével végrehajtott, Jorge Edgar Leal által vezetett művelet volt az ország első ilyen jellegű kezdeményezése, célja pedig annak bizonyítása volt, hogy Argentína képes elérni és biztosítani fennhatóságát az általa igényelt legtávolabbi területeken is. Az expedíció a Belgrano I kutatóállomásról indult október 26-án, majd 2980 km megtétele után december 10-én érte el a sarkot. A Belgrano bázisra december 31-én érkeztek vissza. Útközben többek között geológiai, gravimetriai és meteorológiai megfigyeléseket is végeztek.

## Története

### Előkészületek

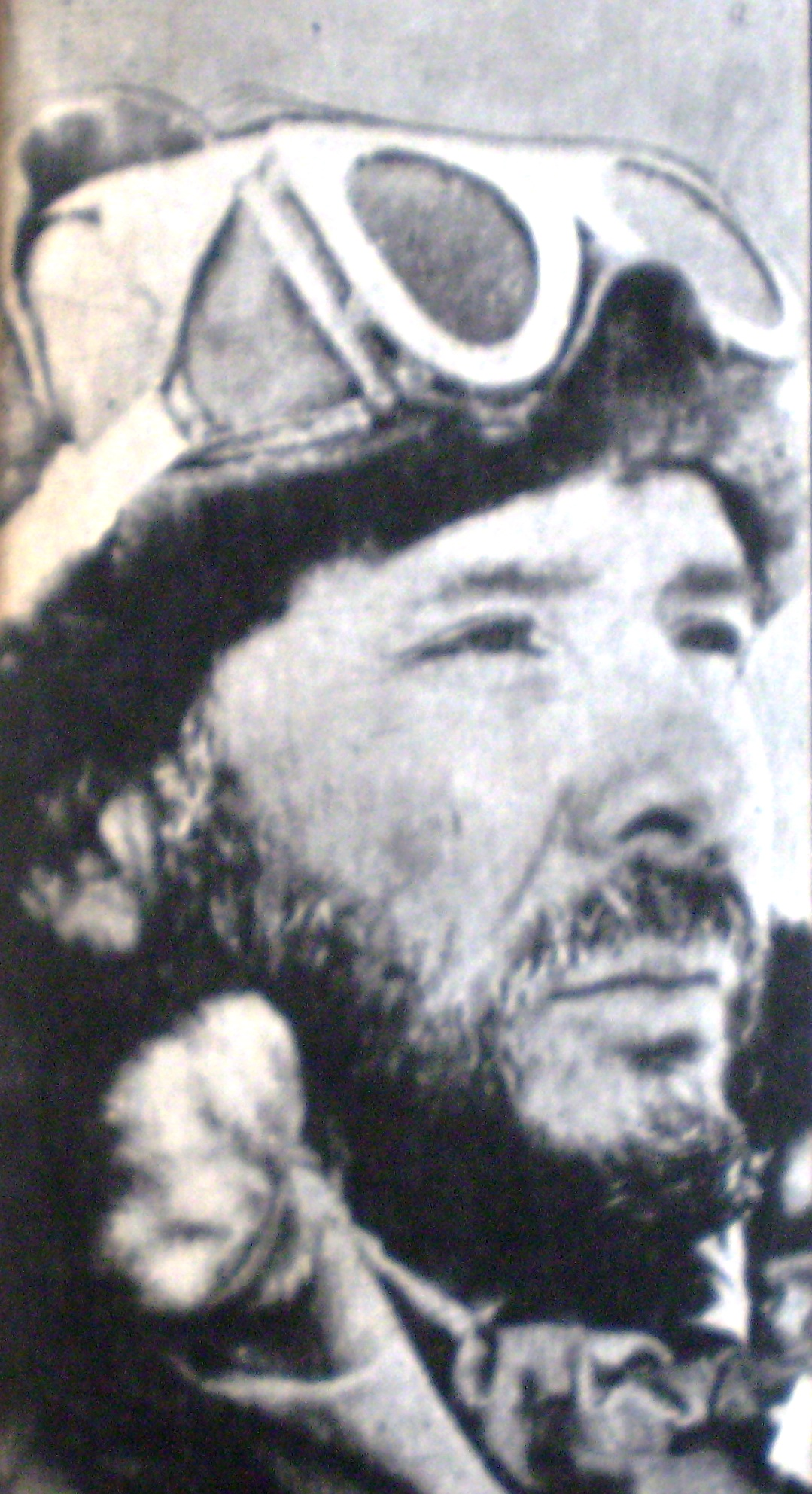
Jorge Edgar Leal, az expedíció vezetője

Az expedíció Hernán Pujato tábornok régi tervei között szerepelt. 1963 novemberének végén a Belgrano I kutatóállomás személyzete elkezdte felmérni a lehetséges útvonalakat a kontinens belseje felé, és elkezdték tervezni egy másodlagos bázis építését is valahol a 83. szélességi kör térségében, ahol élelmiszert és üzemanyagot tárolnának. Összeállították a szükséges felszereléseket, ruházatot, és kiválasztottak 6 hójáró traktort is. A déli szélesség 82-edik fokáig Gustavo Adolfo Giró kapitánynak, a San Martín és az Esperanza kutatóállomások korábbi vezetőjének a feladata volt megszervezni az utat, így 1965 márciusában embereivel útnak is indult, hogy kijelölje az utat, ám ez egy repedésekkel teli zóna miatt igen nehéz feladatnak bizonyult. Végül találtak egy útvonalat (ezt később Saravia-átjárónak nevezték el), és még az antarktiszi éjszaka beállta előtt felépítették a ma Sobral Alférez Előretolt Tudományos Bázis néven ismert állomást is. Ezt április 2-án avatták fel, első személyzete Adolfo Eugenio Goetzből,  Julio César Ortizból, Adolfo Oscar Morenóból és Leonardo Guzmánból állt. Bár a sarki expedíció indulását még egy évvel későbbre tervezték, Giró kapitány figyelmeztetett, hogy többek között a Filchner-jég állandó mozgása miatt addigra a felmért és kijelölt útvonal annyit változhatna, hogy az akár a küldetés sikerességét is veszélyeztethetné, csakúgy, mint a Belgrano zónájában egy nagy jégtábla várható leválása. Így végül amellett döntöttek, hogy még 1965-ben induljanak útnak.

### Az expedíció

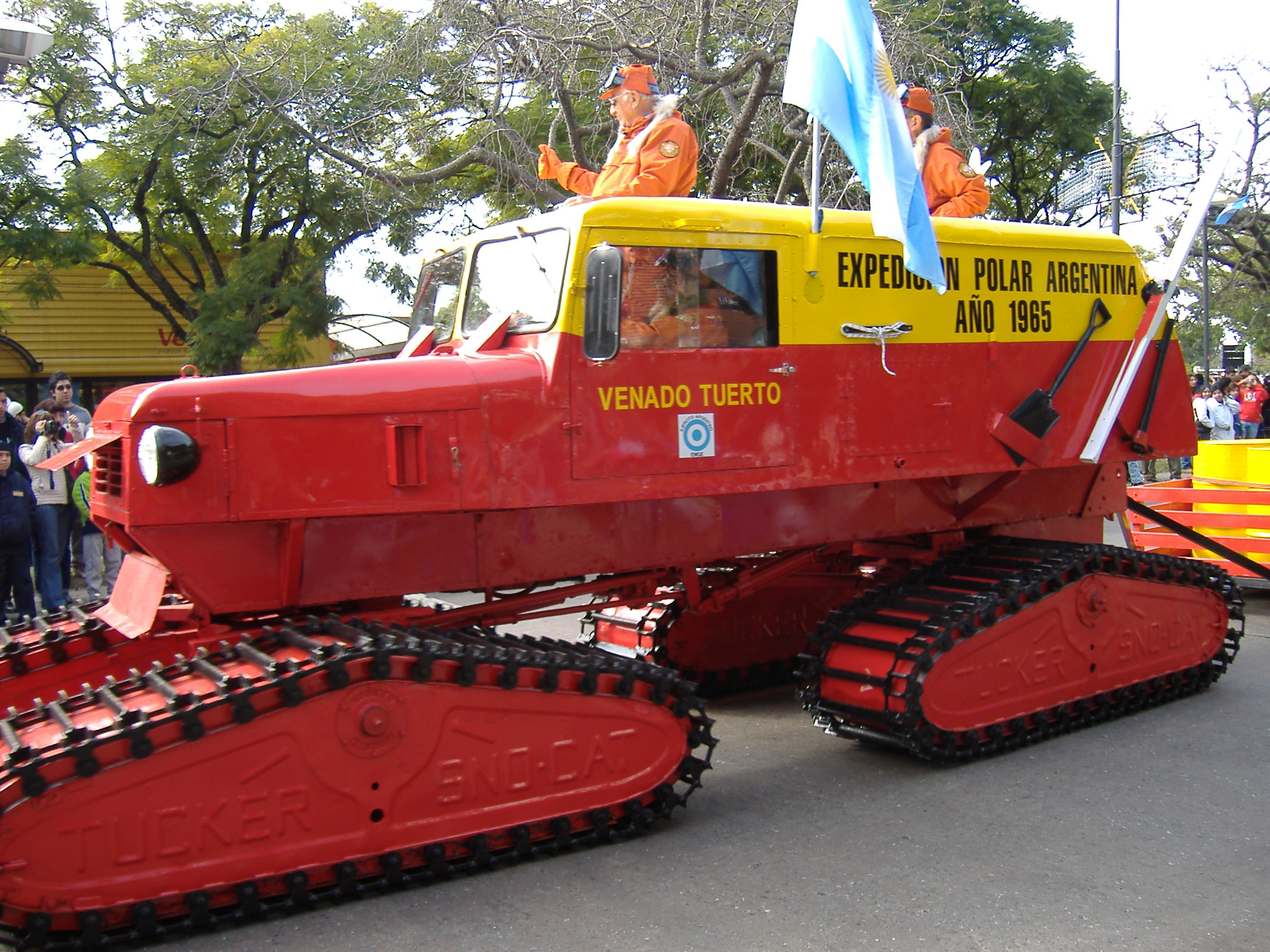
Az Operación 90 alkalmával használt lánctalpas jármű 2006-ban Rosarióban kiállítva

A tízfős expedíció (Jorge Edgar Leal, Gustavo Adolfo Giró, Ricardo Bautista Ceppi, Julio César Ortiz, Guido Bulacio, Jorge Raúl Rodríguez, Roberto Humberto Carrión, Adolfo Oscar Moreno, Domingo Zacarías és Oscar Ramón Alfonso) járműoszlopa 1965. október 26-án 10 órakor indult el a Déli-sark irányába, de két nappal korábban az úgynevezett 82-es expedíció keretein belül Goetz szánjaival már előrement, hogy segítsen az út kijelölésében. Az első nap felhős, ködös időjárása miatt lassan kellett haladniuk, nehogy a lánctalpas traktorok nekiütközzenek valamelyik magas szasztruginak. Másnap tovább kellett csökkenteni a sebességet, mivel elérték a repedéses zónát, ráadásul a hóvihar miatt a látási viszonyok is tovább romlottak. Kevéssel ezután utolérték az előretolt, szános csapatot, akik a rossz idő miatt kénytelenek voltak itt megállni. Innentől együtt mentek tovább a Santa Fe-övig, ahol Goetz köveket gyűjtött az addig ember által még nem látott hegyekből, és geológiai vizsgálatokat végzett. November 4-én éjfél körül érkeztek meg az előkészületek során létrehozott Sobral állomásra, -33 °C-os hidegben, de ragyogó napsütésben. Itt a csapat egy időre letáborozott, mivel a járműveket, főleg a szánok talpait megviselte az eddigi út, és ezeket kellett javítaniuk. Az egyik expedíciótag, Bulacio azonban megsérült a kezén, és nem akarták kockáztatni az esetleges elfertőződést vagy elfagyást, ezért szavazást tartottak, és úgy döntöttek, helyét az addig a Sobral bázison szolgálatot teljesítő Alfredo Florencio Pérez veszi át.
Az út innentől kezdve egyre nehezebbé vált, a szasztrugik sokhelyütt éppen keresztirányban húzódtak, a mély talajrepedéseket pedig néhol hóhidak fedték be és takarták el: ilyenekbe több szán is beleszakadt. A sarki táblán a kedvezőtlen időjárás is veszteglésre késztette őket, ez pedig különösen aggasztotta a kapitányt, mivel az élelmiszer és az üzemanyag mennyisége igen korlátozott volt. November 18-án a 82-es expedíció tagjai (Goetz, Ramón Villar, Marcelo Álvarez és Leonardo I. Guzmán), akik egyébként az elsők lettek a világon, akik szánnal eljutottak az Antarktisz ezen részéig, a déli szélesség 83° 2'-ig, küldetésüket teljesítve visszafordultak.
A tíz ember tovább folytatta az útját dél felé. Néhány óra különbséggel azonban két szánjuk is annyira megrongálódott, hogy használhatatlanná vált, így rakományukat át kellett pakolniuk a megmaradt járművekre. Emellett úgy döntöttek, egy lánctalpas traktort üzemanyagtartalékkal itthagynak a visszaút számára. A 83-as szélességi kör táján, 1900 méteres magasságban letáboroztak, és két napon át a megmaradt, de szintén megrongálódott szánok talpainak autogén hegesztésével és szerkezetük megerősítésével foglalkoztak. Ezt a tábort Desolación („Sivárság”) névre keresztelték. A 86-os szélességi körtől kezdve a szasztrugik magassága helyenként már a traktorokéval vetekedett, de a sarkhoz közeledve, december 8-án, 2645 méteres magasságtól kezdve a talaj javulni kezdett. Utolsó előtti menetszakaszukat 28 óra alatt tették meg, ennek végeztével, december 9-én már csak 45 km-re voltak a sarkponttól, ahova végül másnap, december 10-én érkeztek meg. Leal kapitány kitűzte az argentin zászlót a hóba.

### A visszaút
December 15-én, visszaindulás előtt felvonták az Argentin Antarktisz-Társaság által adományozott zászlót a sarkon, és ott is hagyták. A visszaút a már megismert terepnek és az odaúton létesített lerakatoknak köszönhetően jóval könnyebb volt, mindössze az időjárás okozott néha nehézséget. A Belgrano bázisra végül alig több mint két hét alatt, december 31-én érkeztek meg.